# Dorothee Joachim

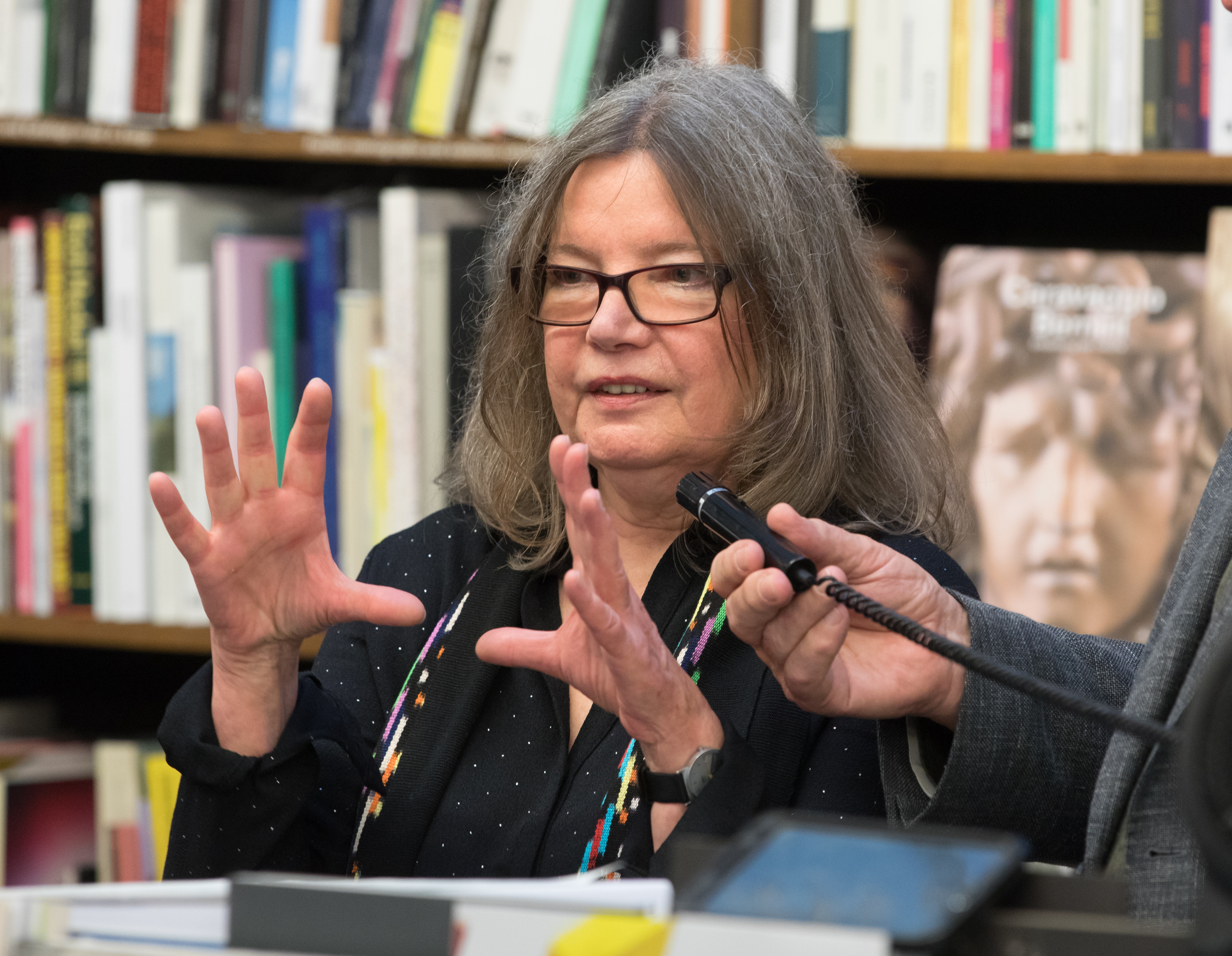
Dorothee Joachim 2019

Dorothee Joachim (* 14. September 1949 in Hamburg) ist eine in Köln lebende deutsche Malerin der abstrakten Farbmalerei.

## Leben
Dorothee Joachim zog 1956 nach Köln und erlangte 1968 das Abitur. Anschließend studierte sie Germanistik, Sprachwissenschaften, Philosophie und Psychologie.
Zusammen mit ihrem Lebensgefährten Jens Hagen und anderen war sie Gründerin der „Sozialpädagogischen Sondermaßnahmen Köln“ (später Sozialistische Selbsthilfe Köln, SSK) und des unabhängigen Kölner Stadtmagazins ANA&BELA.
Im Jahr 1971 begann sie ein Studium der Freien Kunst an den Kölner Werkschulen (später FH Köln) bei Otto H. Gerster, das sie 1975 mit Examen abschloss. Es folgte ein Aufbaustudium bei Dieter Kraemer, 1982 wurde Dorothee Joachim Meisterschülerin.
2012 erhielt Dorothee Joachim den Leo-Breuer-Förderpreis des Landschaftsverbands Rheinland.

### Nachlass Jens Hagen
Nach Jens Hagens Tod beteiligte sich Dorothee Joachim an der Aufarbeitung und Verwaltung seines Nachlasses, sowohl für die Aufbewahrung im Kölner Stadtarchiv, bei dessen Einsturz 2009 ein Teil verloren ging, als auch mit Ausstellungen und als Kuratorin. Fünf Jahre nach dem Einsturz des Stadtarchivs konnte ein großer Teil des Nachlasses aus dem Bestand wieder für die Forschung und die zum 70. Geburtstag durchgeführte Veranstaltungsreihe Nie ankommen im Jahr 2014 zugänglich gemacht werden.
Zu den Veranstaltungen zählten eine Ausstellung in der Stadtbibliothek Köln sowie ein „performatives Livehörspiel“ auf Basis von Jens Hagens Köln Poem im öffentlichen Raum.

## Werk

### Maltechnik
Die monochromen, im Besonderen die „weiß“-wirkenden Farbbilder von Dorothee Joachim entstehen in einem langen Prozess. Nach mehrmaligem Grundieren werden immer wieder dünne farbige Schichten aufgetragen. Ein Bild besteht oft aus über hundert einzelnen, übereinander aufgetragenen Lagen. Da sie wenig Pigment enthalten, sind sie mehr lasurartig und sehr transparent. Dorothee Joachim lässt die Farbe beim Malen über das Bild laufen, durch Drehen der Bilder zwischen den einzelnen Aufträgen erreicht sie eine Verteilung der Pigmente über die gesamte Fläche. Pigmente, die nicht auf der Fläche haften bleiben, lagern sich an den Rändern ab.

#### Wirkung
Durch diese Technik wirken die Bilder aus einiger Entfernung oft einfarbig. Bewegt der Betrachter sich im Raum, auf die Bilder zu, schräg oder seitlich zu ihnen, ändern sich Farbton und -stärke, Helligkeit und Mattheitsgrad nehmen ab oder zu, je nach Betrachtungswinkel und Lichteinfall. Bei weiterer Annäherung an die Bilder fallen die seitlichen Kanten auf, die oft im Gegensatz zur Fläche durch größere Ansammlung von Pigmenten kräftiger wirkten. Direkt vor dem Bild stehend wird auf der Fläche eine zarte netzartige Struktur erkennbar, in der sich die Pigmente abgelagert haben. Sie gibt dem Bild durch ihre Tiefe die sich verändernden Eindrücke und eröffnet beim Betrachten in geringem Abstand weitere Dimensionen. Auch von nahem verändert sich das Bild, je nachdem aus welchem Winkel es betrachtet wird. Wegen der entstandenen Tiefe wurden die Bilder schon als Plastiken beschrieben.

### Künstlerische Entwicklung
Schon vor Aufnahme des Studiums der freien Kunst entstanden in Dorothee Joachims bildnerischer Arbeit abstrakte Farbmalereien und transparente Farbflächen. Nach Aufnahme an den Kölner Werkschulen setzte sie sich mit gegenständlicher Malerei und parallel dazu in einem Aufbaustudium mit Fotografie, Architektur und Stadtentwicklung auseinander. Nach dem Examen vertiefte sie die Auseinandersetzung mit Naturalismus, Realismus und politischer Kunst.
Ab 1983 entstanden erste großformatige ungegenständliche Gemälde, denen ein fortschreitender Abstraktionsprozess folgte. In den nächsten Jahren verstärkte sich die Konzentration auf den Eigenwert der Farbe mit „Lebensgroßen“ extrem breiten, manchmal mehrteiligen Querformaten. Die Bilder enthalten vertikale Farbformen, die an architektonische Elemente erinnern, aber auch reine Farbe und reines Licht sein können.
Als Nächstes erreicht Dorothee Joachim durch Verzicht auf Horizontale und Vertikale eine Verabschiedung von jeglicher „Abbildlichkeit“. Die mehr oder weniger transparenten Farbflächen in den Primärfarben durchqueren die Bildfläche in verschiedenen Winkeln und überlagern einander, wodurch eine Vielzahl farblicher Zwischentöne entsteht.
Aus schräg verlaufenden Flächenüberschneidungen werden etwa ab 1988 neben Dreieckformen auch zentrale viereckige Farbformen, die sich bis zu den Rändern des Bildes ausbreiten können. Hierbei werden die einzelnen Farbschichten immer transparenter. Die zentrale Farbform entwickelt sich zu einem Oval, das in einem spannungsreichen Verhältnis zum rechteckigen Bildformat steht. Durch die Verdoppelung des Ovales mit zwei zueinander gehörenden Bildern erhöht sich diese Spannung. Zur selben Zeit entwickeln sich Bilder mit schmalen Seitenstreifen, deren „Zentrum“ in den Bereich der „Nichtfarbe“ gerät.
Ab 1995 wird die einzige „Form“ der Bilder ihr Format. Die Doppelbilder und Gruppen entstehen parallel und im Kontext zueinander. Nach einer Phase blauer Bilder nimmt die Farbe immer mehr ab, die einzelnen Farbschichten enthalten nur noch minimale Spuren von Pigment, es ergibt sich eine Farbigkeit am Rande der Wahrnehmbarkeit. Wichtiger wird jetzt das Beziehungsgeflecht der Bilder untereinander mit ihrer Wirkung im Raum. Durch ihre Zurückhaltung in Form und Farbe dominieren sie nicht in ihm, verändern ihn dennoch und machen ihn anders wahrnehmbar. Der oder die Ausstellungsräume werden dabei zu einem Teil einer übergreifenden Gesamtinstallation. Dies ändert sich nicht dadurch, dass Dorothee Joachim in der folgenden Zeit wieder mehr Farbe in ihre Bilder bringt.
Seit 2000 arbeitet Dorothee Joachim neben Leinwand auf Keilrahmen als Trägermaterial vermehrt mit Holz in Form von MDF- und Multiplexplatten. Später verwendet sie zusätzlich verschiedene Papier- und Pappearten, die oft nicht gespannt werden.

## Ausstellungen (Auswahl)

### Einzelausstellungen
- 2024 FARBSPEICHER, Kunst-Station Sankt Peter Köln, Köln[6]
- 2021  IM FLUSS, Galerie Christoph Abbühl, Solothurn, CH
- 2018  Because Something Happened Here, Devening Projects, Chicago, IL, USA[7]
- 2015  Private View, Neue Papierarbeiten, Atelier Neues Kunstforum, Köln
- 2012, Ausstellung zum Leo-Breuer-Preis, Gesellschaft für Kunst und Gestaltung, Bonn
- 2012, Ausstellung zum Leo-Breuer-Preis, LVR-Landesmuseum Bonn
- 2009/2010, TRUE VALUE, Brühler Kunstverein
- 2009, Letting Color, Devening Projekts + Editions, Chicago, USA
- 2008, Nordlicht, pp projects, Hamburg[8]
- 2002/2003, galerie januar, Bochum
- 2001, Grünes Licht, Kunstmuseum Alte Post, Mülheim an der Ruhr
- 2001, Galerie Schütte, Essen
- 1999, In Sicht, Gothaer Kunstforum, Köln
- 1996, Verein für aktuelle Kunst, Oberhausen
- 1995, Malerei, Artothek Köln
- 1994, Galerie Dorit Jacobs, Köln

### Gemeinschaftsausstellungen
- 2024, (No) Room for Doubt, Dorothee Joachim, Gary Stephan, neun weitere Künstler bei Devening Projects, Chicago, IL, USA[9]
- 2017, Farbkontrast, Dorothee Joachim und András Gál im Haus der Künste, Veszprém, Ungarn
- 2012, Recent Work, Dorothee Joachim und Richard Roth bei Devening Projects, Chicago, IL, USA[10]
- 2011, Kunstmeile Wangen#4, Wangen/Allgäu[11]
- 2010, Up to the Edge, Judith Racht Gallery, Harbert, MI, USA
- 2007, Kunst aus Nordrhein-Westfalen, Ehemalige Reichsabtei Aachen-Kornelimünster
- 2003, 7 x Farbe pur, Städtische Villa Zanders, Bergisch Gladbach

## Auszeichnungen
- 2012 Leo-Breuer-Preis[12]

## Bibliographie (Auswahl)
- Jürgen Kisters: Abstraktion, Die Simultanhalle zeigt Dorothee Joachim, Kölner Stadt-Anzeiger, 27. Mai 1988
- Thomas von Taschitzki: Die Farbe atmet, Neue Arbeiten von Dorothee Joachim, Kölner Stadt-Anzeiger, 15. November 1994
- Christel Wester: Subtile Subversion, StadtRevue April 1999, Köln, S. 142–143
- Sabine Müller: 7 x Farbe pur, Kunstforum International, Bd. 164, S. 323–325, 2003
- Brühler Kunstverein (Herausgeber): Dorothee Joachim -  True Value, 2010, ISBN 978-3-86206-032-0
- Felix Klopotek: Es war natürlich auch eine Verweigerungshaltung, Die Malerin Dorothee Joachim über die Schule des Verzichts und die Schärfung der Wahrnehmung, StadtRevue Oktober 2012, Köln, S. 22–24
- Dorothee Joachim: FARBSPEICHER, INTERVALLVERLAG, Köln, 2025, ISBN 978-3-949862-89-2